# Hesperornis
Hesperornis este un gen care cuprindea dintre cele mai mari păsări despre care se știe că a trăit în Epoca Dinozaurilor. Denumirea, care înseamnă „pasăre vestică”, i-a fost dată de către Othniel Charles Marsh în 1872, după locul descoperirii sale, din apropiere de râul Smoky Hill, din Kansas. Astfel, este una dintre primele păsări care a primit o denumire științifică. Hesperornis datează aproape de la terminarea epocii dinozaurilor, la sfârșitul perioadei cretacice.

## Dimensiuni și abilități
Hesperornis avea înălțimea de cel puțin 1 metru, iar, după unele estimări, ajungea chiar la înălțimea unui adult bine-făcut, 1,8 metri.
Pare ciudat că, după milioane de ani de dezvoltare a zborului la păsări, în general, Hesperornis își pierduse această abilitate, deși rămășițele sale - care cuprind aproape toate părțile craniului și scheletului - arată că descindea din strămoși zburători.
Oricum ar fi, Hesperornis a rămas și va rămâne pentru totdeauna una dintre cel mai interesante păsări din toate timpurile.

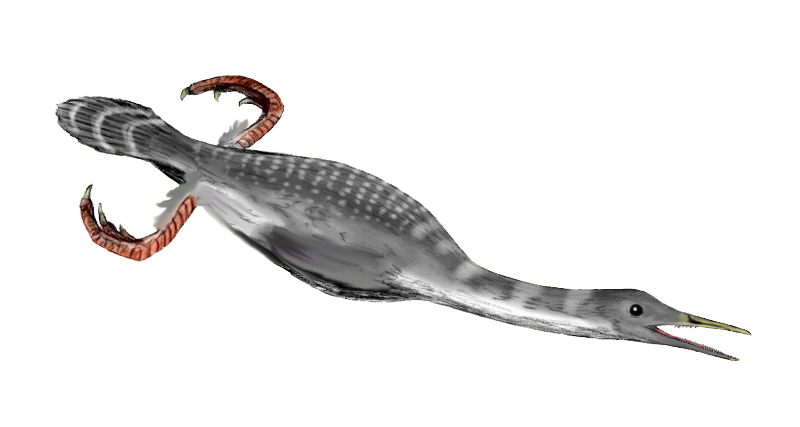
Reconstituire